# Mayken Coecke

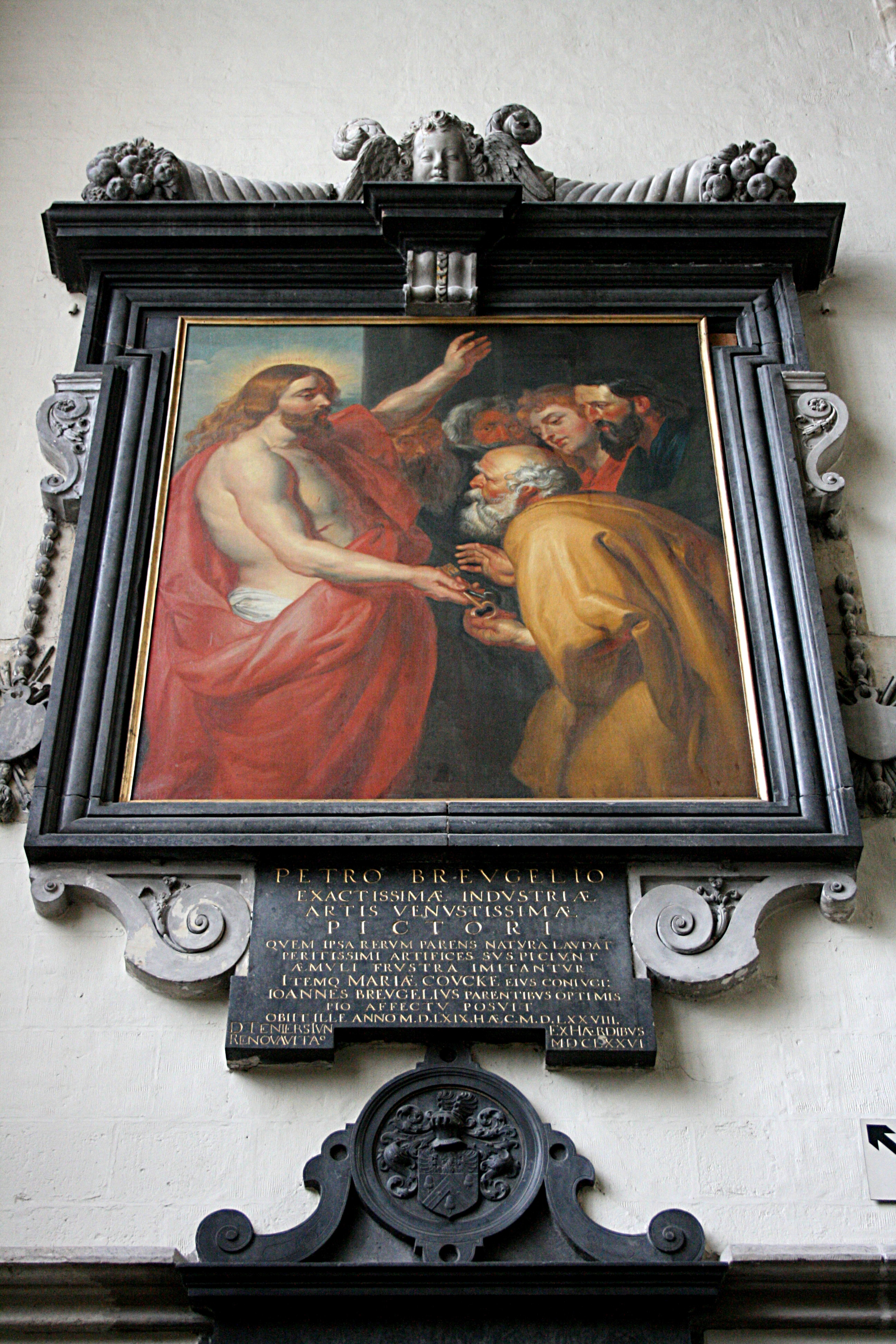
Marmeren gedenkplaat voor Maria Coucke en haar man Bruegel in de Kapellekerk. Het schilderij Christus geeft de sleutels aan Sint Pieter was een originele Rubens, maar de pastoor verkocht het in 1765 – ondanks verzet van de nazaten – om de kas te spijzen. Het huidige werk is een kopie uit die tijd.

Mayken Coecke (Brussel?, ca. 1545 – aldaar, 1578) was de dochter van het schilderspaar Pieter Coecke van Aelst en Mayken Verhulst. Ze trouwde in 1563 met Pieter Bruegel, die in de leer was geweest bij haar vader en Mayken nog als baby op de arm had genomen. Hun ondertrouw werd tijdens de zondagsmis van 25 juli 1563 aangekondigd in de Onze-Lieve-Vrouwekathedraal van Antwerpen, waar Bruegel toen woonde. Karel van Mander vertelt dat zij de reden was voor Bruegels verhuis naar Brussel: moeder Verhulst zou dit als voorwaarde gesteld hebben omdat ze geen goed oog had in zijn vorige relatie met een onbetrouwbare meid.
Het eigenlijke huwelijk van Mayken en Bruegel vond plaats in de Kapellekerk, waarschijnlijk in augustus. Ze hadden minstens drie kinderen: Pieter (°1564/65), Maria (°1566) en Jan (°1568). De zonen werden later gekend als Helse Brueghel en Fluwelen Brueghel.
Het is verre van uitgesloten dat Mayken Coecke zelf ook schilderde, misschien door haar moeder opgeleid tot miniaturiste of aquarelliste. Een 17e-eeuws manuscript uit Mechelen vermeldt haar als kunstenares.
Bruegel overleed een zestal jaar na het huwelijk. Net voor zijn dood had hij zijn vrouw de opdracht gegeven enkele prenten die "al te seer bijtigh oft schimpich wesende" te verbranden, zodat ze niet in de problemen zou komen. Hij liet haar De ekster op de galg na en ook de grisaille Christus en de overspelige vrouw, want in het begin van de zeventiende eeuw was die nog in het bezit van hun zoon Jan.
Mayken zelf stierf in 1578 en zal toen niet veel ouder dan dertig zijn geweest. Waarschijnlijk werden de kinderen verder opgevoed door hun grootmoeder Verhulst. Ze werd begraven bij haar man in de Kapellekerk, waar zoon Jan enkele jaren later een gedenkteken liet plaatsen.

## Voetnoten
1. ↑  Terwijlen hy noch t'Antwerp woonde, hiel met een Meyt oft Dochter huys, welcke hy oock soude hebben ghetrouwt, dan hem mishaeghde, dat sy altijt (soo seer de waerheyt sparende) ghewent was te liegen. Hy maeckte met haer een verbondt en bespreck, hy soude al haer loghenen kerven op eenen kerfstock, waer toe hy eenen maeckte redelijck langh, en so den kerfstock met der tijdt quam vol te worden, soude t'Houwlijck gantsch uyt en te nieten zijn, ghelijck het eer langhen tijt gheschiede. Eyndlinghe, alsoo de Weduwe van Pieter Koeck ten lesten woonde te Brussel, werdt hy te vrijen haer dochter, die als verhaelt is, hy dickwils op den arem had gedraghen, en is met haer ghetrouwt: doch besprack de Moeder, dat Brueghel Antwerp verlatende most comen woonen te Brussel, op dat hy mocht verlaten en vergheten dat voorighe Meysken, het welck alsoo gheschiede. ("Het leven van Pieter Brueghel, uytnemende Schilder van Brueghel", in: Schilder-boeck).
2. ↑  Korte Levensbeschrijf van groote Mannen gebortig van Mechelen
3. ↑  Karel van Mander, Schilder-boec